# Albert Lebküchner
Albert Lebküchner (* 26. Mai 1857 in Hollenbach; † 27. Juli 1922 in Heilbronn) war ein württembergischer Oberamtmann.

## Leben
Lebküchner, Sohn eines Färbermeisters und evangelischer Konfession, studierte von 1876 bis 1879 Regiminalwissenschaften in Tübingen. Er legte 1879 die erste und 1880 die zweite höhere Dienstprüfung ab.
Er war Amtmann bei den Oberämtern Heilbronn von 1880 bis 1884 und Freudenstadt von 1884 bis 1886. Danach war er von 1886 bis 1889 Schultheiß von Baiersbronn. Von 1889 bis 1891 war er Amtmann beim Oberamt Laupheim und danach von 1891 bis 1895 Kollegialhilfsarbeiter in der Ministerialabteilung für Straßen- und Wasserbau. Er leitete als Oberamtmann das Oberamt Schorndorf von 1896 bis 1919. 1907 erhielt er den Titel Regierungsrat. 1919 trat er in den Ruhestand.

## Ehrungen
- 1905: Karl-Olga-Medaille in Silber
- 1911: Ritterkreuz 1. Klasse des Friedrichs-Ordens
- 1911: Silberne Hochzeitsmedaille
- 1916: Wilhelmskreuz